# Payen Pa 22

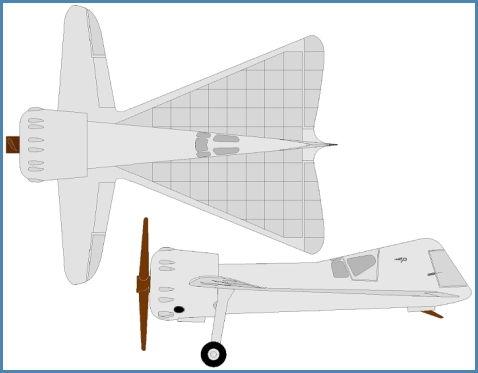
Pa 101

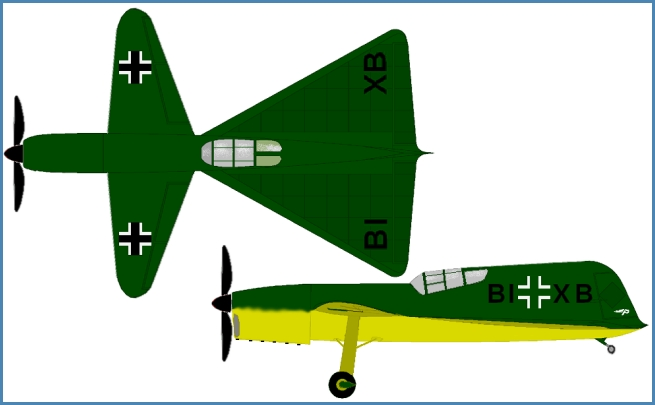
Pa 22, Zeichnung

Die Payen 22 war ein Experimentalflugzeug des Konstrukteurs Nicolas Roland Payen, das eine sehr unkonventionelle Auslegung besaß. Das von Payen als Fléchair bezeichnete Konzept sah einen Tandemflügel vor, wobei die vordere Tragfläche ein Trapezflügel mit kurzer Spannweite war. Dieser besaß Querruder und Klappen. Die hintere Fläche hatte dagegen eine extreme Deltaform mit einer Vorderkantenpfeilung von 67° und besaß kombinierte Klappen und Höhenruder.  Man kann diese Bauweise auch als unkonventionelle Form eines Entenflugzeuges ansehen.

## Geschichte
Die Payen 22 war das Ergebnis einer Entwicklung, die mit einer Patentanmeldung unter der Nummer 729.568 unter der Bezeichnung „Avion Autoplan“ begann. Gegenstand dieses Patents war ein Flugzeug mit beweglichem Primär- und starrem Sekundärflügel. Ein 1933 zunächst geplantes Rennflugzeug mit der Bezeichnung SP-25 konnte aufgrund finanzieller Probleme nicht verwirklicht werden. Nicolas Roland Payen gelang es jedoch, Geldmittel für ein neues Projekt, die Pa 100 „Flèche Volant“, aufzutreiben. Drehbare Flügelspitzen sollten dabei als Querruder fungieren. Der Sekundärflügel war mit 67 Grad stark gepfeilt, und die Kabine ging direkt in das Seitenruder über.
Der Motorensponsor Régnier trat nach einer Inspektion des ungewöhnlichen Flugzeuges überraschend von seiner Zusage für einen 180 PS starken Reihenmotor zurück. Ersatzweise beschaffte Payen sich nun einen 380-PS-Sternmotor. Damit war der Hubraum des Triebwerks allerdings zu groß, um wie vorgesehen am Coupe Deutsch de la Meurthe teilnehmen zu können. Die Maschine wurde in Pa 101 umbenannt. Am 17. April 1935 konnte dieses Flugzeug, inzwischen mit konventionellem Seitenruder, zum Erstflug abheben. Kurz darauf wurde die Maschine bei einer Bruchlandung beschädigt und konnte nicht mehr eingesetzt werden. Der Rumpf diente als Vorlage für die Pa 112 C1 „Flèchair“, die mit zwei 100-PS-Sternmotoren und gegenläufigen Propellern 580 km/h erreichte. Dennoch gab es seitens der französischen Luftwaffe kein Interesse. Payen wandte sich nun einer alternativen Antriebstechnik zu, dem Staustrahltriebwerk. Es entstand zunächst der Entwurf der Pa 100R, die zwei Staustrahltriebwerke unter den Tragflächen tragen sollte.
Im Frühjahr 1939 begann er mit dem Bau der Pa 22/1R. Als Antrieb sollte ein im Rumpf eingebautes Mélot-Staustrahltriebwerk mit einer Leistung von 2 kN dienen. Das Hauptfahrwerk war abwerfbar, neben dem Spornrad befand sich unter dem Rumpf ein nicht einziehbares Sicherheitsrad. Experimente mit einem neu entwickelten Treibstoffgemisch verliefen jedoch wenig erfolgreich.
Daraufhin wurde ein neuer Rumpf konstruiert und die Pa 22/2 entwickelt. Inzwischen zeigte die französische Regierung doch noch Interesse an dem Konzept. Daraufhin erhielt die Pa 22/2 am 28. August 1939 einen 180-PS-Régnier-Reihenmotor. Das Flugzeug wurde bis auf die Motorhaube im typischen französischen „Rennblau“ lackiert und nach Chalais-Meudon gebracht, um im dortigen Windkanal geprüft zu werden. Doch bereits einen Tag nach der dortigen Ankunft brach der Zweite Weltkrieg aus. Die Pa 22/2 musste den Windkanal verlassen, da dort nun eine von den republikanischen Truppen  im spanischen Bürgerkrieg erbeutete Bf 109 untersucht werden sollte. Die Pa 22 wurde eingelagert und fiel mit der Eroberung Frankreichs einige Monate später in deutsche Hände. Am 12. Juni 1940 wurde die Maschine beschlagnahmt, mit deutschem Tarnanstrich versehen und nach Villacoublay transportiert. Dort wurde sie unter der Leitung der Firma Junkers mit dem Kennzeichen BI + XB versehen und sollte schnellstmöglich erprobt werden.

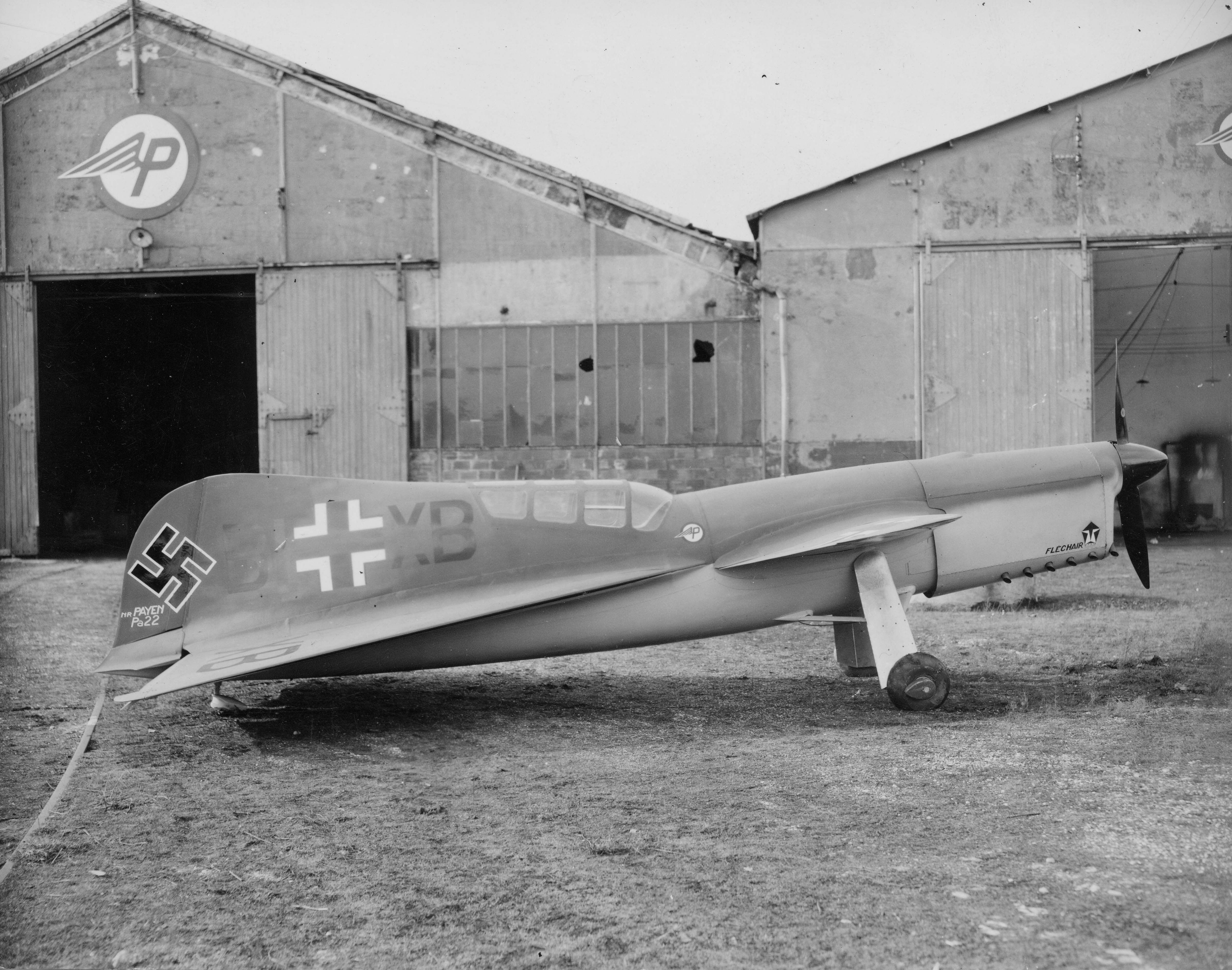
Pa 22 in Villacoublay, 1942

Bei ersten Versuchen wurde dem Flugzeug eine mangelhafte Längsstabilität attestiert. Die Versuche, dieses Problem mit Hilfe von oben auf dem Seitenleitwerk montierten Blechen zu beseitigen, schlugen fehl. Daraufhin wurde das in das Seitenruder übergehende Cockpit gegen ein konventionelleres Cockpit ausgetauscht und ein konventionelles Seitenruder verwendet. Die zuvor hellblau lackierte Unterseite wurde zudem, wie bei Beuteflugzeugen üblich, gelb lackiert. Auch die Bezeichnung wurde in  Pa 22 V5 geändert. Gegen Ende des Sommers 1941 konnten erste vorsichtige Flugversuche erfolgen, die mit einem unangenehmen Zwischenfall endeten: die Pa 22 blieb mit einem Motorschaden mitten auf der Startbahn stehen, als gerade Ju 88 in Richtung England starten sollten. Am 18. Oktober 1941 konnte erstmals ein richtiger Flug in geringer Höhe absolviert werden. Ein Fluchtversuch eines französischen Piloten mit einem anderen Flugzeug führte jedoch dazu, dass fortan sämtliche Flüge mit französischen Flugzeugen in Villacoublay untersagt wurden. Stattdessen sollten die Flugzeuge in Deutschland weiter getestet werden. Unter dem Vorwand, wichtige Änderungen an der Pa 22 nur in Payens Werkstatt vornehmen zu können, gelangte die Maschine auch tatsächlich dorthin zurück – und in Vergessenheit. 1943 wurde die Maschine bei einem alliierten Bombenangriff stark beschädigt. Nur ein Teil des Rumpfes überlebte.

## Technische Daten
| Kenngröße             | Pa 22/2                            |
| --------------------- | ---------------------------------- |
| Besatzung             | 1                                  |
| Länge                 | 7,48 m                             |
| Spannweite            | 4,8 m                              |
| Höhe                  | 2,35 m                             |
| Flügelfläche          | 10,0 m²                            |
| Leermasse             | 560 kg                             |
| max. Startmasse       | 955 kg                             |
| Höchstgeschwindigkeit | 360 km/h*                          |
| Reichweite            | 1200 km*                           |
| Triebwerk             | 1 × Regnier R6 mit 180 PS (132 kW) |

* Da es nicht mehr möglich war, die Leistungsdaten mit Testflügen zu ermitteln, sind die in den technischen Daten aufgeführten Leistungswerte lediglich Schätzwerte.